# Ruan Renato Bonifácio Augusto
Ruan Renato Bonifácio Augusto, noto semplicemente come Ruan (Paulínia, 14 gennaio 1994), è un calciatore brasiliano, difensore dello Zirə.